# Catharina Ahlgren
Catharina Ahlgren (n.1734 – f.1800) era una escritora feminista sueca, poeta, traductora, redactora jefe, y una de las primeras periodistas mujeres identificables en Suecia. Es también conocida por su correspondencia con Hedvig Charlotta Nordenflycht. Ahlgren destacó en el "mundo literario femenino de los 1750s y 1770s en Suecia. Ella más tarde emigró a Finlandia, donde publica el primer texto finlandés en el país.

## Biografía
Catharina Ahlgren era la hija de Laurentia Juliana Liungenfeldt y Anders Ahlgren, gobernador de Östergötland. A través de su hermana,  fue cuñada de Johan Gustaf Halldin, canciller de la Kungliga Biblioteket.
Según V. Örnberg,  en cierto punto llegó a ser doncella en la corte de la reina Louisa Ulrika, pero perdió su posición debido a alguna clase de intriga: "Doncella en la corte pero pronto perdió su posición por conspirar, dirigió una tienda de libro que falló. Hizo traducciones y escribió cosas literarias."
Catharina Ahlgren contrajo matrimonio primero con Bengt Edvard Eckerman, maestro de caballería real del Royal Scanian Husars. Durante su primer matrimonio, tuvo a sus hijas Charlotte Eckerman y Julie Eckerman y los hijos Bengt Gustaf y Christopher. Su primer matrimonio era según se dice atribulado por las dificultades económicas y su hijo más joven no fue reconocido por su cónyuge como suyo. El matrimonio concluyó con el divorcio en 1770. Se casó por segunda vez con el impresor de libros Anders Bark.
Se muda con su segundo cónyuge a Finlandia, posiblemente en 1775, y son listados como residentes en Åbo en 1782. También su segundo matrimonio acabó en un divorcio. Con la muerte de su hija mayor, Charlotte, en 1790,  ella fue una de las beneficiarias del testamento. En 1796, se instaló con su hija más joven, Julie, en Linköping.
Su contemporáneo, el orientalista y escritor Jonas Apelblad, la integró en su diccionario de escritores como una personalidad fuerte y dotada, "[f]emina potens, sed ingenio plena" ("una mujer enérgica, pero lleno de talento") quién no vivió una vida más pacífica con su segundo esposo de la que tuvo con su primero".

## Carrera literaria

### Traductora y poeta
Catharina Ahlgren, según se dice, fue conocida como poeta y traductora en el mundo literario de 1750; antes de que tuviera cualquier cosa formalmente publicada. Fue una amiga personal de la afamada poeta Hedvig Charlotta Nordenflycht, y su correspondencia está preservada. Mientras su amiga Nordenflycht escribió bajo el seudónimo "Herdinnan i Norden" (Pastora Del norte), Catharina Ahlgren escribió bajo el nombre "Herdinnan i Ahl-Lunden" (Pastora de la Aliseda).
Estuvo activa como traductora tanto de poesía como de novelas en lenguas inglesa, francesa y alemana. Entre sus traducciones se encuentra el poema alemán Die Prüfung Abrahams por Christoph Martin Wieland, y la novela inglesa La Esposa Afligida, o la historia de Eliza Wyndham.
Debutó como poeta con su poema en francés Au jour de l'illustre naissance de sa majestee notre adourable Reine Le 24 Jullet, dedicado a la reina, Louisa Ulrika, en el cumpleaños ésta en 1764.

### Periodista y editora
Durante la era de libertad en Suecia, hubo muchos ensayos publicados, discutiendo varios asuntos importantes de la sociedad, particularmente El Argos Sueco.  Estos ensayos fueron a menudo escritos en forma de debate o correspondencia entre dos firmas anónimas. Algunos de ellos también retomaron el tema del rol de las mujeres en la sociedad y la igualdad de género, el primero fue Samtal emellan Argi Skugga och en obekant Fruentimbers Skugga por Margareta Momma en 1738-39. Esto presagió la primera ola de feminismo en el mundo de habla inglesa. Muchos de estos ensayos se cree tenían periodistas mujeres y editoras, pero como habitualmente eran escritos bajo seudónimos anónimos, la mayoría de ellos no han sido identificados. Entre los pocos identificados se encuentran los de Margareta Momma, Anna Maria Rückerschöld y Catharina Ahlgren.
Las mujeres literarias estuvieron vistas como de moda. Un editor declarado durante una publicación de una poeta: "Mientras deseamos más que nada promover el conocimiento entre nosotros, no pueda ser otra cosa que agradable que un miembro del género [mujeres] tan admirablemente apoye nuestra intención."

En la correspondencia-debate en su papel,  escriba 1772: 
A pesar de que acabo de enviar mi carta, sigo escribiendo de nuevo hasta que se vaya el correo. Mi única consolación es mi pluma. De todos los artistas yo premio más que a otro a quien inventó el arte de escribir.
Probablemente durante su segundo matrimonio, Catharina Ahlgren adquirió una imprenta, la cual dirigió por un periodo. Entre los escritores que publicó se encontraban trabajos de Hedvig Charlotta Nordenflycht.
El 29 de octubre de 1772, Catharina Ahlgren publicó y editó el ensayo Brefwäxling emellan twänne fruntimmer, den ena i Estocolmo och den andra på landet i åskillige blandade ämnen (Correspondencia entre dos señoras, una en Estocolmo y la otra en el campo, sobre varios temas), bajo la firma Adelaide. Esto era una publicación de ensayo feminista , escrito en la forma de un debate epistolar entre dos mujeres, en el que argumentó a favor de una conciencia social, la democracia e igualdad de género, y la recomendable solidaridad entre mujeres como protección contra la tutela y superioridad masculinas Declaró que la manera única de lograr el amor verdadero dentro de una relación es teniendo igualdad, añadiendo que como los hombres a menudo quieren mandar a las mujeres, es mucho más difícil sostener una amistad con ellos que con otra mujer. Habló del amor y la amistad, crianza y educación, monarquía y religión. En febrero de 1773, el ensayo fue renombrado Brefväxling emellan Adelaide och någre wittre snillen i omwäxlande ämnen (Correspondencia entre Adelaide y algunos genios literarios en varios temas), y más tarde ese año Fortsättning af Adelaides brefwäxling, angående Fru Windhams historie (La continua correspondencia de Adelaide, respecto de la historia de Señora Windham). Se cree que Catharina Ahlgren es también la autora del ensayo De Nymodiga Fruntimren, eller Sophias och Bélisindes Tankespel (Mujeres Modernas,o La obra de pensamiento de Sophia y Belisinde), el cual estuvo escrito de la misma manera. Este estuvo principalmente interesado en la educación de las mujeres como un medio de reformar su situación: por ejemplo, criticando la dominante lengua francesa en la educación habitual de las mujeres, sientdo utilizada sólo para la lectura de novelas románticas, y defendió que las chicas tendrían que aprender inglés en lugar de francés, para que pudieran ser capaces de participar en la literatura científica, que normalmente era publicada en esa lengua, así como en la literatura sobre historia y geografía.
Catharina Ahlgren también jugó un papel pionero en Finlandia, donde vivió en Åbo al menos de 1782 en adelante. Está identificada como la editora detrás de Om att rätt behaga (Del Arte para Complacer Correctamente), el cual era, de hecho, el primer texto publicado en Finlandia.  Interrumpió Om konsten en rätt behaga oficialmente debido a razones de salud. En su despedida escribió: "Pueden ver, caballeros, cuánto deseé copiarles." En 1783,  publicó su último texto, Angenäma Sjelwswåld (Desafíos Agradables).

## Obras
- Au jour de l'illustre naissance de sa majestee notre adourable Reine Le 24 Jullet, poema para el cumpleaños de la reina Louisa Ulrika, 1764
- Abrahams bepröfwelse, traducción de Die Prüfung Abrahams por Christoph Martin Wieland, 1772
- Brefwäxling emellan twänne fruntimmer, den ena i Estocolmo och den andra på landet i åskillige blandade ämnen, 1-2, ensayo, 29 de octubre de 1772-febrero 1773, 24 números
- Det olyckliga Fruntimret, eller Elisabeth Windhams bedröfweliga öden, traducción, 1772
- La Femme Malhereuse, traducción
- Brefväxling emellan Adelaide och någre wittre snillen i omwäxlande ämnen papel de ensayo 23 números, 1773
- Fortsättning af Adelaides brefwäxling, angående Fru Windhams historie, papel de ensayo, 20 números, 1773
- De Nymodiga Fruntimren, eller Sophias och Bélisindes Tankespel, 16 números, 1773
- Om att rätt behaga, papel, 1782
- Angenäma Sjelfswåld , papel, 1783
- Den lyckliga bondflickan, 1-2, traducción de C. de Fieux Mouhy, 1796-1811